# The Dead 60s
The Dead 60s er et Ska/Punk-band fra Storbritannien.

## Diskografi
- The dead 60s (2005)

| Musikgruppe | Spire Denne artikel om en britisk musikgruppe er en spire som bør udbygges. Du er velkommen til at hjælpe Wikipedia ved at udvide den. |